# Allium campanulatum
Allium campanulatum — вид трав'янистих рослин родини амарилісові (Amaryllidaceae), ендемік заходу США.

## Опис
Цибулин 1–3, яйцюваті, 1–2 × 0.6–1.4 см; зовнішні оболонки містять 1 або більше цибулин, від коричневих до сірих, перетинчасті; внутрішні оболонки від рожевих до білих. Листки стійкі, в'януть від кінчика в період цвітіння, 2, листові пластини плоскі, виразно увігнуто-опуклі, 8–40 см × 1–5 мм, краї цілі. Стеблина стійка, поодинока або скупчена, 1–3, пряма, 10–30 см × 1–5 мм. Зонтик стійкий, прямостійний, нещільний, 10–50-квітковий, ± круглястий, цибулинки невідомі. Квіти зірчасті, 5–8 мм; листочки оцвітини розлогі, від трояндового до пурпурного кольору (рідко білого кольору) з темно-пурпурним півмісяцем зверху базально, від ланцетоподібних до яйцюватих, ± рівні, краї цілі, верхівка загострена. Пиляки пурпурові; пилок жовтий. Насіннєвий покрив блискучий. 2n = 14, 28.
Період цвітіння: кінець травня — серпень.

## Поширення
Поширений у штатах Каліфорнія, Невада, Орегон (США).
Населяє в основному піщані ґрунти, росте на відкритих або затінених схилах; 600–2600 м.